# РВЗ-6
РВЗ-6 — радянський однобічний моторний трамвайний вагон. Абревіатура «РВЗ» означає виробника вагонів — Ризький вагонобудівний завод. Перший прототип вагона РВЗ-6 було збудовано на РВЗ в 1960 році, того ж року почалось серійне виробництво трамваїв цієї моделі. Воно тривало до грудня 1987 року. Трамваї РВЗ-6 використовувалися в багатьох містах Радянського Союзу. Станом на початок 2014 року продовжують працювати в кількох містах Росії та Даугавпілсі (Латвія).

## Історія
В 1948 році на РВЗ з Тушино було перенесено серійне виробництво трамвайних вагонів МТВ-82. Попри визнання та широке розповсюдження, МТВ-82 за своїм технічним рівнем поступався навіть деяким довоєнним зразкам трамвайних вагонів. Відбудова промисловості після війни дозволила перейти до виробництва більш сучасних трамваїв. Того ж 1948 року урядом було прийняте рішення про розробку нового типу трамвая. Головними задачами що ставилися перед проектувальниками були:
- перехід від безпосередньої (БСК) до реостатно-контакторної (РКСУ) системи керування струмом в тягових електродвигунах;
- використання візків мостового типу з магнітнорейковим гальмом;
- зменшення ваги вагону;
- опалення салону теплом від пускогальмових резисторів

Багато з нововведень було позичено в конструкції трамваїв PCC, але впроваджувалися й оригінальні вітчизняні розробки 1930-х років, реалізації яких завадила війна.
У 1961 році РВЗ припинив виробництво МТВ-82, що дозволило сконцентрувати сили на виробництві та покращенні РВЗ-6. Вже 1966-го року з'являється перша модифікація вагона РВЗ-6М. Було оновлено найпроблематичніші механічні вузли візка, збільшено потужність ТЕД.
У 1974 році було проведено другу модернізацію РВЗ-6, яка дозволила їм працювати в складі потягів за системою багатьох одиниць. Оновлений трамвайний вагон отримав позначення РВЗ-6М2.
Водночас з трамвайними вагонами Ризький вагонобудівний завод виробляв залізничну техніку. 1987 року почалося перепрофілювання РВЗ на виготовлення виключно залізничного транспорту й того ж року виробництво трамваїв РВЗ-6 було припинено.

## Конструкція
Кузов РВЗ-6 зварювався з профілів різного перетину, до яких заклепками прикріплювалися алюмінієві листи. Для ізоляції та кращого зчеплення дах вагона мав гумове покриття. Усередині кузов оздоблювався лакованою фанерою, за якою розміщувався шумозахисний, металеві деталі салону хромувалися.
Ззовні кузов фарбувався алкідними емалями. Поширеніша кольорографічна схема передбачала фарбування бортів в темно-бордовий, а верхньої частини та «спідниці» в кремовий кольори. Менш розповсюджені вагоні майже повністю (за винятком бордових «спіднички» та підвіконної смуги) кремового кольору.
Візки з підвішуванням на циліндричних пружинах кріпляться до кузова через шворневий вузол.

## Модифікації
- РВЗ-6 — базова модель трамваїв. Будувалися з 1960 до 1966 року, всього збудовано 918 вагонів. Трамвайні вагони перших років відрізнялися задньою частиною — конструкція дозволяла приймати ноші. Така особливість була зумовлена досвідом використання трамваїв як санітарного транспорту у воєнні роки.
- РВЗ-6М — будувалися з 1966 до 1974 року, збудовано 1988 вагонів. Модернізовано візок, збільшено потужність двигунів. З 1972 року змінилася емблема заводу — замість ампірної «крилатої зірки» встановлювався логотип з трьох латинських літер RVR — варіанта абревіатури РВЗ латиською мовою (Rīgas Vagonbūves Rūpnīca). Відтоді РВЗ-6 став єдиним радянським трамваєм з емблемою латиницею.
- РВЗ-6М2 (71-17) — будувалися з 1974 до 1987, збудовано 3110 вагонів. З'явилася можливість роботи за системою багатьох одиниць составом з двох або трьох вагонів. Над фарою та під задніми сходами монтувалися розетки для з'єднання міжвагонних кабелів. Емблему RVR перенесено на правий борт вагона за перші двері. Крім того, з 1983—1984 років на РВЗ-6М2 перестали встановлювати верхній хромований молдинг, а з 1985 року і нижній.